# Buenavista, San Andrés Cholula
Buenavista är en ort i Mexiko.   Den ligger i kommunen San Andrés Cholula och delstaten Puebla, i den sydöstra delen av landet, 100 km sydost om huvudstaden Mexico City. Buenavista ligger 2 132 meter över havet och antalet invånare är 144.
Terrängen runt Buenavista är platt åt nordost, men åt sydväst är den kuperad. Runt Buenavista är det tätbefolkat, med 683 invånare per kvadratkilometer. Närmaste större samhälle är Puebla de Zaragoza, 11,8 km öster om Buenavista. Trakten runt Buenavista består till största delen av jordbruksmark.